# Tritodynamia rathbuni
Tritodynamia rathbuni (лат.) — вид морских крабов из семейства Varunidae.
Ширина карапакса сильно превышает длину. Длина карапакса до 12, ширина до 22 мм. Передний край карапакса сильно загнут вниз, передне-боковые края округлые, а боковые грани почти параллельны, так что панцирь почти цилиндрической формы. На подвижном пальце клешни 2 крупных зубца. Обнаружены от Желтого моря до залива Петра Великого, вдоль юго-восточного побережья островов Японии до Токийского залива на севере. Живет в норах полихет (комменсал) видов Chaetopterus variopedatus, Mesohaetopterus japonicus и Balanoglossus misakiensis. Обитает на мягких грунтах от литорали до 30 м.